# Raducz

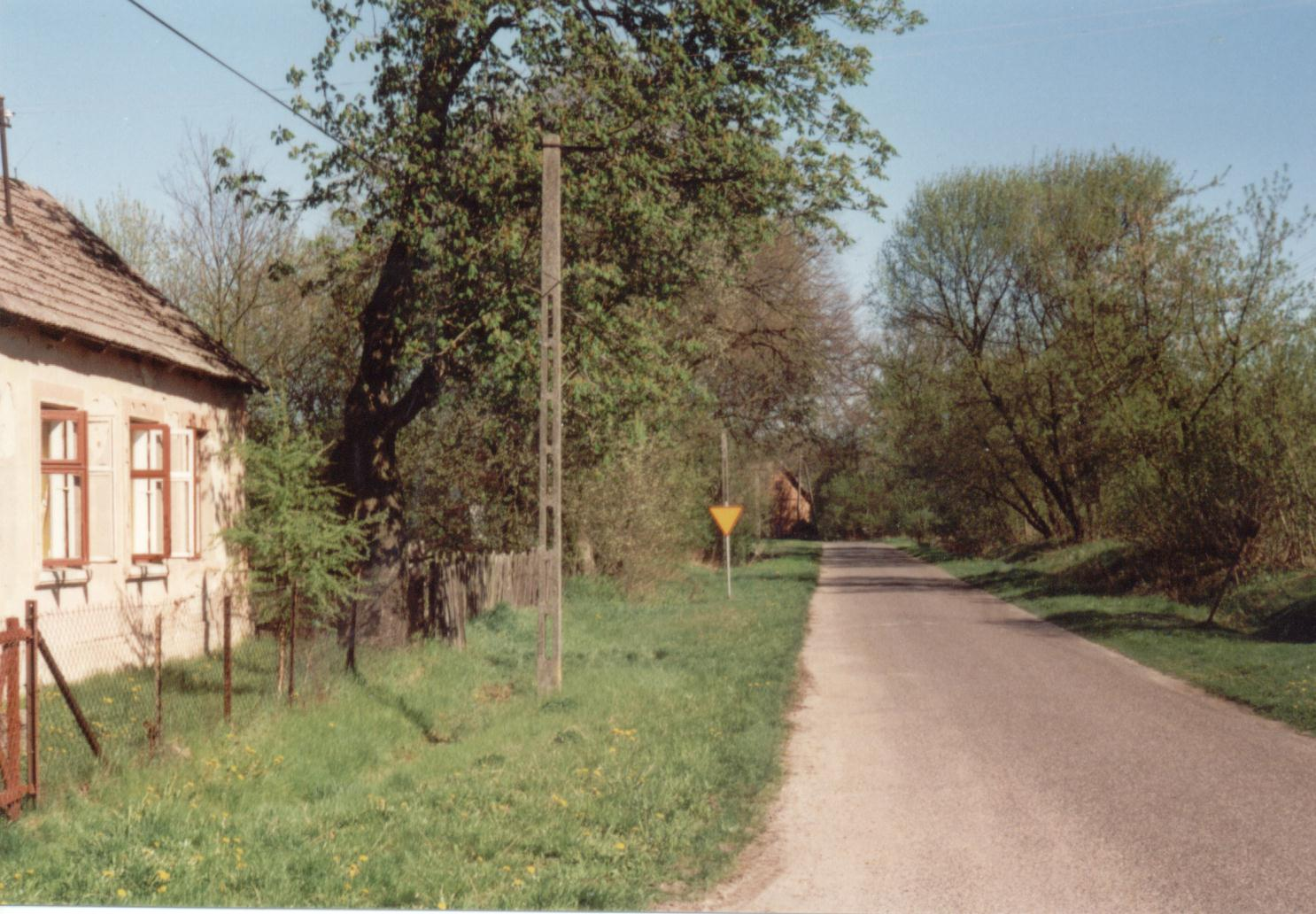
Raducz

Raducz este un sat în centrul Poloniei, în voievodatul Łódź, județul Skierniewice. Are o populație de 35 loc. (2005).